# Yassin Oukili
Yassin Oukili (Amersfoort, 3 de enero de 2001) es un futbolista neerlandés que juega como centrocampista en el Casa Pia A. C. de la Primeira Liga.

## Trayectoria

### Vitesse Arnhem
El 5 de septiembre de 2019, firmó su primer contrato profesional con el Vitesse Arnhem, tras haber llegado al club desde el Alphense Boys como jugador juvenil. Debutó como profesional con el Vitesse en una victoria por 3-0 en la Eredivisie contra el F. C. Twente el 14 de diciembre de 2019.

### RKC Waalwijk
Durante el parón invernal de enero de 2021, firmó un contrato de dos años y medio con el RKC Waalwijk, con opción a una temporada más. Tras su fichaje, el director deportivo Frank van Mosselveld lo elogió como un centrocampista versátil, y dijo que formaba parte de la "misión de fichar jugadores con talento" del club.
El 21 de agosto de 2021, en la segunda jornada de la temporada 2021-22, debutó con el RKC en la derrota a domicilio por 3-2 contra el S. C. Heerenveen. Entró en sustitución de Ayman Azhil en el minuto 84.

## Estadísticas

### Clubes
Actualizado al último partido disputado el 15 de mayo de 2022.
| Club                          | Div.          | Temporada     | Liga  | Liga  | Copas nacionales | Copas nacionales | Copas internacionales | Copas internacionales | Total | Total |
| Club                          | Div.          | Temporada     | Part. | Goles | Part.            | Goles            | Part.                 | Goles                 | Part. | Goles |
| ----------------------------- | ------------- | ------------- | ----- | ----- | ---------------- | ---------------- | --------------------- | --------------------- | ----- | ----- |
| Vitesse Arnhem · Países Bajos | 1.ª           | 2019-20       | 3     | 0     | 1                | 0                | —                     | —                     | 4     | 0     |
| Vitesse Arnhem · Países Bajos | 1.ª           | 2020-21       | 0     | 0     | 0                | 0                | —                     | —                     | 0     | 0     |
| Vitesse Arnhem · Países Bajos | Total club    | Total club    | 3     | 0     | 1                | 0                | 0                     | 0                     | 4     | 0     |
| RKC Waalwijk · Países Bajos   | 1.ª           | 2021-22       | 21    | 0     | 4                | 1                | —                     | —                     | 25    | 1     |
| RKC Waalwijk · Países Bajos   | Total club    | Total club    | 21    | 0     | 4                | 1                | 0                     | 0                     | 25    | 1     |
| Total carrera                 | Total carrera | Total carrera | 24    | 0     | 5                | 1                | 0                     | 0                     | 29    | 1     |